# Chiesa di Santa Maria in Monticelli
La chiesa di Santa Maria in Monticelli è un luogo di culto cattolico del centro storico di Roma, situato nel rione Regola, nella via omonima.
È dedicata alla Presentazione di Maria al tempio.

## Storia
La chiesa prende la sua denominazione da una collinetta o piccolo rialzamento del suolo (forse originatosi dalle macerie di edifici più antichi) su cui venne edificata a motivo delle piene del Tevere. 
Menzionata per la prima volta nella biografia di papa Pasquale II (1099-1118), che la restaura nel 1101, la chiesa viene riconsacrata da Innocenzo II nel 1143, come ricorda una lapide al suo interno. Essa era conosciuta anche col nome di Sancta Maria in Monticellis Arenulae de Urbe, come si evince da una bolla di Urbano IV del 1264.
Della chiesa medievale, preceduta da un portico oggi scomparso, rimangono l'impianto basilicale a tre navate e il campanile romanico. Degli apparati decorativi medievali rimane solo un frammento del mosaico absidale con il Volto di Cristo (XII secolo) e l'affresco in una nicchia della controfacciata, un ritratto di un santo pontefice. Completamente scomparso è il coro cosmatesco (datato da alcune fonti al 1227), mentre le colonne originarie sono probabilmente state inglobate nei pilastri di epoca barocca. 
Al tempo di papa Paolo V (1605-1621) il campanile romanico, in origine a sette piani, viene ridotto a cinque per motivi di stabilità.
La chiesa infatti fu completamente ricostruita nel 1716 da Matteo Sassi, per volere di papa Clemente XI (1700-1721). Poco dopo, per volere di Benedetto XIII (1724-1730), viene affidata ai Padri dottrinari, che compiono altri restauri; ancora oggi è sede della curia generalizia dell'ordine.
Nel 1860 viene nuovamente restaurata da Francesco Azzurri. Con questi lavori la chiesa assume l'aspetto attuale, pur mantenendo la planimetria originaria. 
La chiesa conservò reliquie di santa Ninfa e san Mamiliano.

## Descrizione

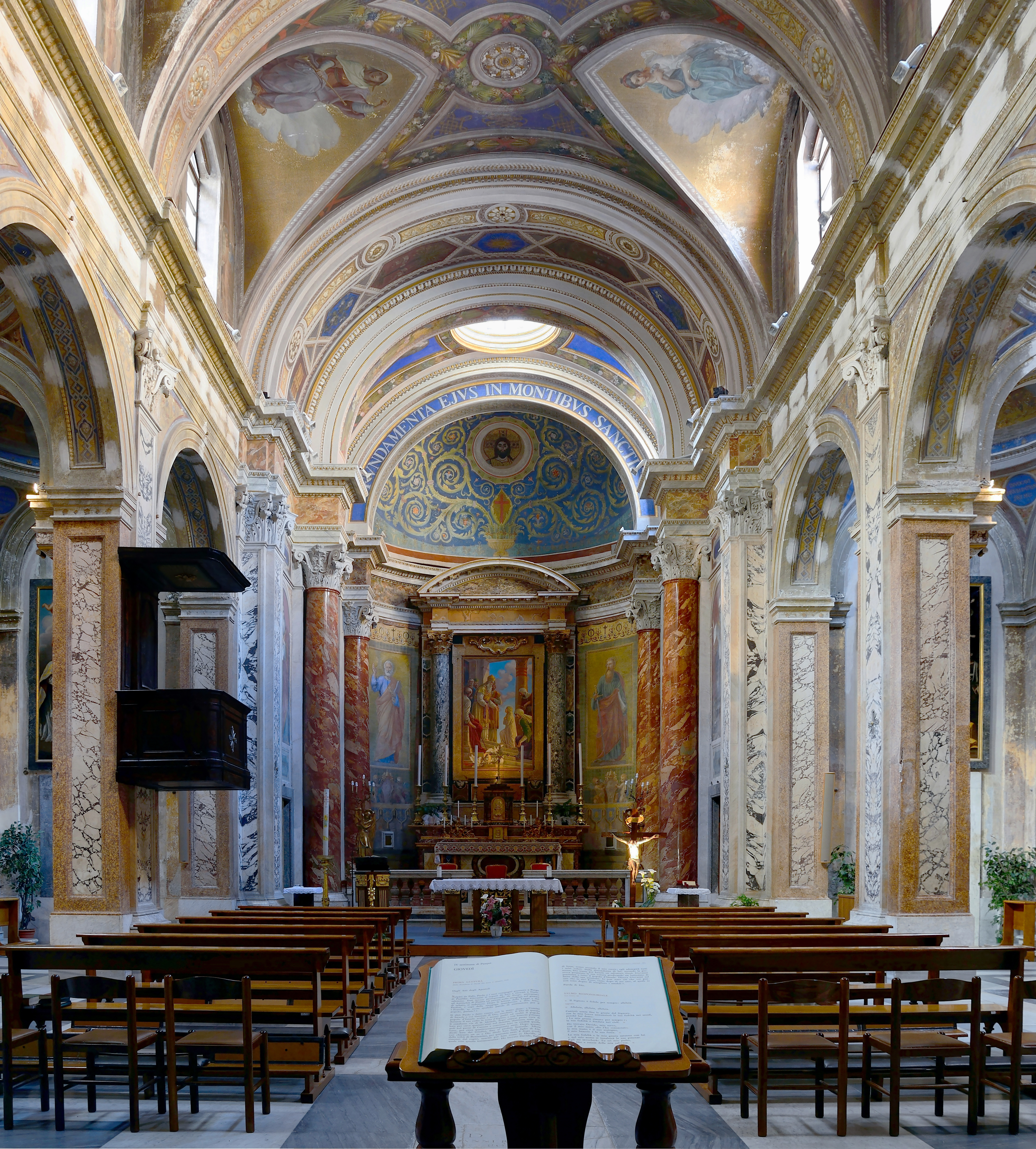
L'interno

Al suo interno, la chiesa si presenta a forma basilicale con tre navate e tre cappelle per lato. Tra le diverse opere conservate, sono da ricordare:
- nella seconda cappella destra, la Flagellazione, affresco attribuito ad Antonio Carracci del XVI secolo;
- nella seconda cappella sinistra, un crocifisso ligneo del Trecento, attribuito a Pietro Cavallini;
- nella terza cappella a sinistra Madonna con Bambino, San Filippo Neri e San Francesco di Sebastiano Conca;
- nell'abside, Testa del Redentore, frammento di un mosaico del XII secolo.